# Anion non coordinant

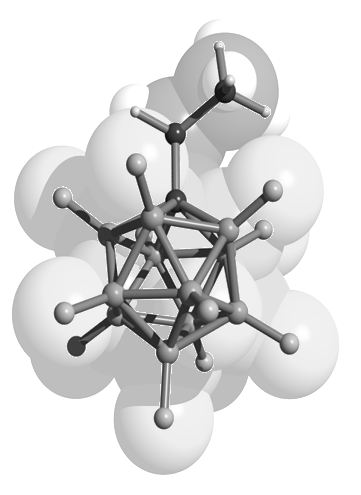
Structure du −, un anion particulièrement peu coordinant.

Un anion non coordinant, ou, de manière plus exacte, faiblement coordinant, est un anion qui interagit peu avec les autres ions et molécules. Se présentant généralement sous la forme de complexes de grande taille, ils sont utiles pour étudier la réactivité des cations électrophiles. On les rencontre généralement sous forme de contre-ions de complexes métalliques cationiques avec une sphère de coordination insaturée. Ce sont des composants essentiels des catalyseurs homogènes de polymérisation des alcènes, ou oléfines, dans lesquels le catalyseur actif est un complexe d'un cation de métal de transition coordonné. On peut les utiliser par exemple comme contre-ions pour les cations à 14 électrons de valence de la forme [(C5H5)2ZrR]+, où R représente un groupe méthyle –CH3 ou une chaîne de polyéthylène –[CH2–CH2–]n en croissance. Ce sont également des composants importants de nombreux superacides, qui résultent de la combinaison d'acides de Brønsted et d'acides de Lewis.
Des complexes dérivés d'anions non coordinants ont été utilisés pour catalyser des réactions d'hydrogénation, d'hydrosilylation, d'oligomérisation et de polymérisation vivante des alcènes. La popularisation des anions non coordinants a contribué à une meilleure compréhension des complexes agostiques dans lesquels de l'hydrogène et des hydrocarbures jouent le rôle de ligands.

## Exemples
Jusque dans les années 1990, les ions tétrafluoroborate BF4−, hexafluorophosphate PF6− et perchlorate ClO4− étaient considérés comme des anions non coordinants. Ces espèces sont connues pour se lier étroitement aux métaux électrophiles,. Les anions tétrafluoroborate et hexafluorophosphate sont coordinants avec les ions métalliques très électrophiles, comme les cations contenant des centres Zr(IV), capables de déplacer le fluorure F− de ces anions. D'autres anions, comme les triflates CF3SO3− sont considérés comme faiblement coordinants avec certains cations.

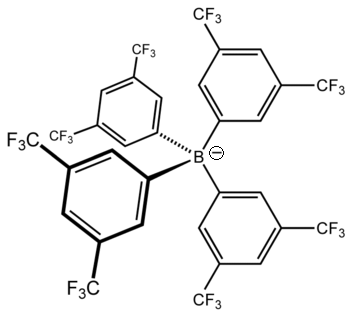
Structure du BARF, un anion non coordinant.

Les recherches relatives aux anions non coordinants ont connu un tournant dans les années 1990 avec l'introduction de l'ion tétrakis[3,5-bis(trifluorométhyl)phényl]borate B[3,5-(CF3)2C6H3]4−, couramment noté [BArF4]− et surnommé familièrement « BARF ». Cet anion est bien moins coordinant que BF4−, PF6− et ClO4− et a par conséquent permis d'étudier des cations encore plus électrophiles. Parmi les anions apparentés, on peut noter l'ion tétrakis(pentafluorophényl)borate B(C6F5)4− et l'ion Al[OC(CF3)3]4−. Ces anions présentent en outre l'avantage de former des sels davantage solubles dans les solvants organiques apolaires comme le dichlorométhane CH2Cl2 et le toluène C6H5CH3. Les solvants polaires, comme l'eau H2O, l'acétonitrile CH3CN et le tétrahydrofurane (CH2)4O se lient aux centres électrophiles, ce qui rend inutile l'utilisation d'un anion non coordinant.
Des sels de l'anion B[3,5-(CF3)2C6H3]4− ont été publiés pour la première fois par Kobayashi et al., raison pour laquelle le BARF est parfois désigné comme l'anion de Kobayashi. Le mode de préparation de cet anion par cette équipe a cependant été remplacée depuis par une voie plus sûre.

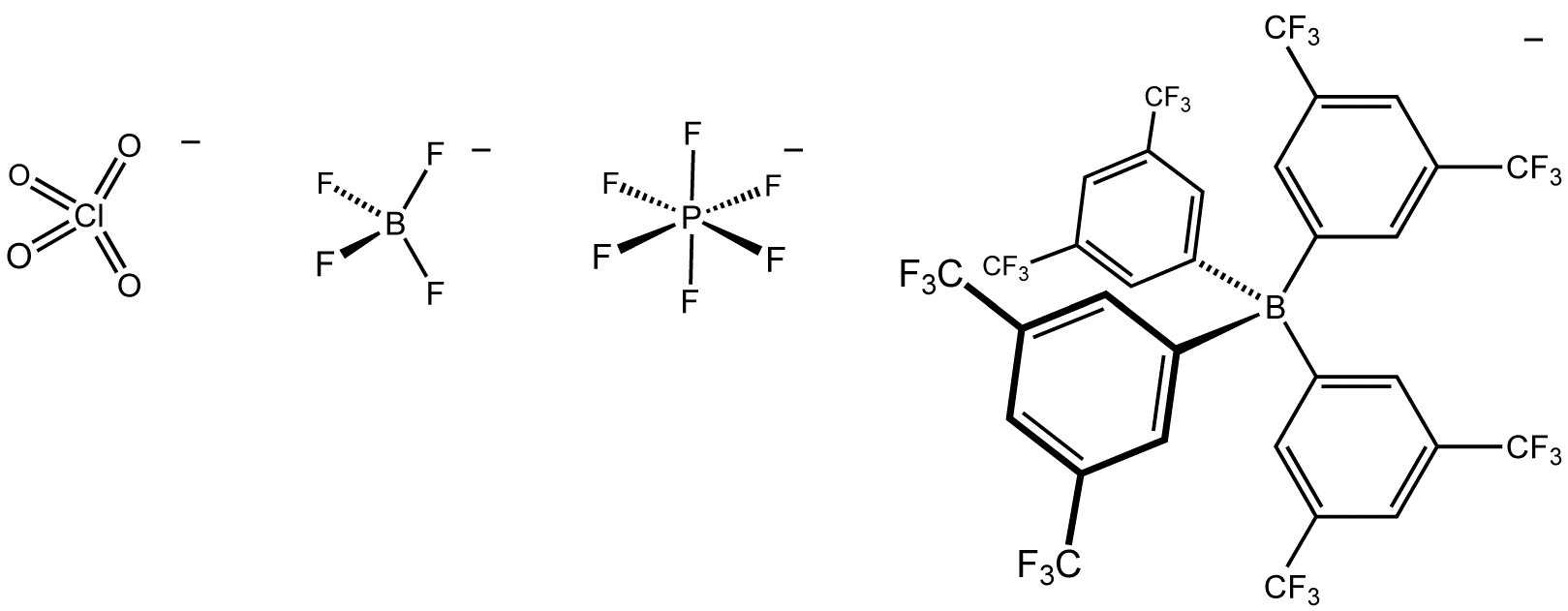
Exemples d'anions non coordinants. De gauche à droite : ions perchlorate −, tétrafluoroborate −, hexafluorophosphate − et BARF −.

Les molécules neutres dont dérivent les anions non coordinants sont des acides de Lewis forts, comme le trifluorure de bore BF3 et le pentafluorure de phosphore PF5. Un acide de Lewis remarquable de ce type est le tris(pentafluorophényl)borane (C6F5)3B, capable de déplacer des ligands alkyle :
(C5H5)2Zr(CH3)2 + B(C6F5)3 → [(C5H5)2Zr(CH3)]+[(CH3)B(C6F5)3]−.
Les dérivés du carborane CB11H12− forment une autre grande famille d'anions non coordinants. Cet anion a donné le premier exemple d'un composé de silicium tricoordonné, le [(mésityl)3Si][HCB11Me5Br6], qui contient un anion non coordinant dérivé d'un carborane. La substitution de tous les atomes d'hydrogène par des atomes de fluor donne le carborate [1-R-CB11F10]−, où R représente un groupe méthyle –CH3 ou éthyle –CH2CH3, qui est particulièrement stable et peu basique, et parmi les moins coordinants des anions.